# Itaboraí
Itaboraí är en stad och kommun i Brasilien och ligger i delstaten Rio de Janeiro. Hela kommunen har cirka 230 000 invånare varav ungefär hälften bor i själva centralorten. Kommunen är idag en del av Rio de Janeiros storstadsområde.

## Administrativ indelning
Kommunen var år 2010 indelad i åtta distrikt:
- Cabuçu
- Itaboraí
- Itambi
- Manilha
- Pachecos
- Porto das Caixas
- Sambaetiba
- Visconde de Itaboraí

## Demografi
| Område              | Areal (km²)   | Invånarantal 1 augusti 2000 | Invånarantal 1 augusti 2010 | Invånarantal 1 juli 2014 |
| ------------------- | ------------- | --------------------------- | --------------------------- | ------------------------ |
| Kommun              | 430,37        | 187 479                     | 218 008                     | 227 168                  |
| Urban befolkning    | Ingen uppgift | 177 260                     | 215 412                     | Ingen uppgift            |
| ...varav centralort | Ingen uppgift | 96 454                      | 107 117                     | Ingen uppgift            |

Andra samhällen i kommunen, utanför centralorten (med invånarantal 1 augusti 2010):
- Manilha (58 572)
- Itambi (22 906)
- Visconde de Itaboraí (8 192)
- Cabuçu (7 874)
- Sambaetiba (4 307)
- Porto das Caixas (3 782)
- Pachecos (2 662)